# پیت، شاگرد چاپلوس
پیت، شاگرد چاپلوس (انگلیسی: Pete, the Pedal Polisher) یک فیلم کمدی صامت کوتاه به کارگردانی هال روچ است که در سال ۱۹۱۵ منتشر شد. از بازیگران این فیلم می‌توان به هارولد لوید اشاره کرد.